# Fort Victoria (Schiff)
| RFA Fort Victoria (A387) | RFA Fort Victoria (A387)                                    |
| Geschichte               | Geschichte                                                  |
| ------------------------ | ----------------------------------------------------------- |
| In Auftrag gegeben:      | 23. April 1986                                              |
| Kiellegung:              | 15. September 1988                                          |
| Stapellauf:              | 4. Mai 1990                                                 |
| Indienststellung:        | 24. Juni 1994                                               |
| Außerdienststellung:     | voraussichtlich 2019                                        |
| Heimathafen:             | London                                                      |
| Daten                    |                                                             |
| Verdrängung:             | 36 580 ts                                                   |
| Länge:                   | 204 m                                                       |
| Breite:                  | 30,4 m                                                      |
| Tiefgang:                | 9,75 m                                                      |
| Antrieb:                 | 2 Dieselmotoren Crossley-Pielstick PC2.6 B mit je 23 580 PS |
| Höchstgeschwindigkeit:   | 22 Knoten                                                   |
| Reichweite:              | 10 000 Meilen bei 15 Knoten                                 |
| Besatzung:               | 134 Seeleute, 154 Flugpersonal                              |
| Bewaffnung:              | 2 × 20-mm-Phalanx-CIWS-Geschütz, 4 × 30-mm-Geschütz         |
| Flugzeuge:               | 5 Hubschrauber der Typen Merlin, Sea King oder Sea Lynx     |

Die Fort Victoria (A387) ist ein Flottenversorgungsschiff der Royal Fleet Auxiliary und Typschiff der Fort-Victoria-Klasse. Sie dient der Unterstützung und Versorgung von Schiffen der britischen Marine bei weltweiten Einsätzen.

## Geschichte
Die Fort Victoria und ihr Schwesterschiff Fort George wurden Mitte der 1980er-Jahre als Unterstützungsschiffe für die damals in der Planung befindlichen Fregatten der Duke-Klasse konzipiert. Die Fort Victoria wurde 1986 in Auftrag gegeben und 1988 bei Harland & Wolff in Belfast auf Kiel gelegt. Das Schiff lief am 4. Mai 1990 vom Stapel.
Am 6. September 1990, wenige Tage vor der geplanten Übergabe an die Royal Fleet Auxiliary, wurde die Fort Victoria Ziel eines Terroranschlags der IRA, während sie sich noch zu Ausstattungsarbeiten in der Werft befand. Die Gruppe hatte einen Sprengsatz im Maschinenraum des Schiffes unterhalb der Wasserlinie deponiert. Seine Explosion riss ein Loch in die Bordwand, wodurch Wasser in das Schiff eindrang und es starke Schlagseite bekam. Erst nach mehreren Stunden konnte das Schiff stabilisiert und ein komplettes Sinken verhindert werden. Ferner wurden weite Teile der Antriebsanlage zerstört. Am folgenden Tag drohte die IRA mit einem zweiten Anschlag auf das Schiff und zwei Wochen später wurde ein zweiter Sprengsatz im Schiffsinneren entdeckt, der jedoch rechtzeitig entschärft werden konnte.
Die schweren Schäden durch den Anschlag verzögerten die Auslieferung der Fort Victoria um rund drei Jahre. Da bei Harland & Wolff unmittelbar nach dem Anschlag keine Kapazitäten zur Reparatur zur Verfügung standen, wurde sie zu Cammell Laird nach Birkenhead geschleppt und dort repariert. Anfang 1993 wurde sie schließlich an die Royal Fleet Auxiliary übergeben und im Juni 1994 offiziell in Dienst gestellt. 1998 wurde das Schiff zur Luftabwehr mit zwei Phalanx-CIWS-Geschützen ausgestattet.
Von Oktober 2001 bis März 2002 war die Fort Victoria Bestandteil der Operation Veritas, die der Bekämpfung der Taliban in Afghanistan diente. Sie unterstützte hierbei im Indischen Ozean den aus zwölf weiteren Schiffen und U-Booten bestehenden Flugzeugträgerverband der Illustrious. Im Januar 2003 verließ sie im Verband des Flugzeugträgers Ark Royal Portsmouth und war Bestandteil der 40 Schiffe umfassenden britischen Task-Force während des Irakkrieges.
2006 war das Schiff erneut im Indischen Ozean im Einsatz und befand sich vor der Küste Omans, als im Juli der Krieg zwischen Israel und Libanon ausbrach. Der Flottenverband wurde umgehend vor die Küste des Libanons beordert, um im Rahmen der Operation Highbrow britische Staatsbürger aus dem Land zu evakuieren. Am 20. Juli, acht Tage nach dem Beginn des Krieges, traf die Fort Victoria vor Ort ein. Ihre Hauptaufgabe bestand in der Versorgung anderer Kriegsschiffe, darunter des französischen Hubschrauberträger Mistral.

## Konstruktion
Da die Fort Victoria ursprünglich die Fregatten der Duke-Klasse bei der U-Boot-Jagd unterstützen sollte, wurde bei ihrer Konstruktion besonderer Wert auf einen geräuscharmen Antrieb gelegt. Auch wurde in großem Maß Stealth-Technologie integriert, um die Radarsignatur zu minimieren.

## Aufgabe
Die Hauptaufgabe der Fort Victoria ist die Versorgung britischer Kriegsschiffe mit Treibstoff und Lebensmitteln auf offener See. Sie kann dabei zwei Kriegsschiffe simultan versorgen. Aufgrund ihres großen Flugdecks, auf dem auch schwere Transporthubschrauber des Typs Chinook eingesetzt werden können, sowie der fünf mitgeführten Hubschrauber wird sie zudem bei amphibischen Landeoperationen eingesetzt. Zu diesem Zweck besteht auch die Möglichkeit, bis zu 200 zusätzliche Soldaten der Royal Marines an Bord zu nehmen.